# بیمارستان آموزشی ایوب
بیمارستان آموزشی ایوب (به انگلیسی: Ayub Teaching Hospital) بیمارستانی همگانی در شهر ایبت‌آباد پاکستان است که در ۱۹۹۸ میلادی ساخته شد و دارای ۱۰۰۰ تخت است.